# Angella Faith
Angella Faith (nacida el 2 de agosto de 1960) es una actriz pornográfica estadounidense que debutó en 1991. Aunque acredita casi 300 películas protagonizadas, en muchas no interpreta papel sexual alguno limitándose a escenas de bondage, fetichismo o spanking.
Ha sido modelo para la confección de material sadomasoquista. Ha trabajado de modelo, estríper y escort en Marina del Rey en California. Dirigió una empresa de asesoramiento empresarial.